# NGC 3696
NGC 3696 est une galaxie spirale intermédiaire située dans la constellation de la Coupe. NGC 3696 a été découverte par l'astronome américain Francis Leavenworth en 1886.

## Caractéristiques
Sa vitesse par rapport au fond diffus cosmologique est de 5 727 ± 39 km/s, ce qui correspond à une distance de Hubble de 84,5 ± 5,9 Mpc (∼276 millions d'al).
La classe de luminosité de NGC 3696 est III.